# Chassalia coursii
Chassalia coursii är en måreväxtart som beskrevs av Cornelis Eliza Bertus Bremekamp. Chassalia coursii ingår i släktet Chassalia och familjen måreväxter. Inga underarter finns listade i Catalogue of Life.